# Бакелманс, Франциск
Франциск Бакелманс (нидерл. Frans Baeckelmans; 17 апреля 1827 , Антверпен — 25 января 1896, Антверпен) — бельгийский архитектор, строитель.
Брат архитектора Яна-Лодевейка Бакелманса (1835—1871). Образование получил в Коллегии иезуитов в Антверпене, а затем в Королевском Атенеуме . После этого учился в Антверпенской Академии художеств.
Автор проектов ряда церквей, монастырей, общественных зданий, жилых домов.
Похоронен на кладбище Фредегандуса в Дёрне (Антверпен).